# Ceromya oriens
Ceromya oriens là một loài ruồi trong họ Tachinidae.